# Mesolobites multipunctatus
Mesolobites multipunctatus is een keversoort uit de familie Schizocoleidae. De wetenschappelijke naam van de soort is voor het eerst geldig gepubliceerd in 1935 door Martynov.